# Szigorúan bizalmas (film, 1997)
A Szigorúan bizalmas (eredeti cím: L.A. Confidential) 1997-ben bemutatott amerikai neo-noir bűnügyi film, melynek rendezője, társírója és producere Curtis Hanson. A forgatókönyvet Hanson és Brian Helgeland írta, James Ellroy azonos című 1990-es regényéből. A film zenéjét Jerry Goldsmith szerezte. A főbb szerepekben Kevin Spacey, Russell Crowe, Guy Pearce, James Cromwell, David Strathairn, Kim Basinger és Danny DeVito látható.
Az Amerikai Egyesült Államokban 1997. szeptember 19-én bemutatott film anyagi és kritikai sikert aratott. A 70. Oscar-gálán kilenc jelölésből két díjat nyert meg, köztük Basinger a legjobb női mellékszereplőnek járó aranyszobrot vehette át, pályafutása során először.

## Cselekmény
Két Los Angeles-i nyomozó, Ed Exley (Guy Pearce) és Bud White (Russell Crowe), akik ki nem állhatják egymást, egy alvilági ügyben kezd vizsgálódni. Egy felfüggesztett rendőr, Jack Vincennes (Kevin Spacey) is segít nekik az életveszélyessé váló és rendőri korrupcióval átitatott ügyben.

## Szereplők
| Színész                 | Szerep                                          | Magyar hang      |
| ----------------------- | ----------------------------------------------- | ---------------- |
| Kevin Spacey            | Jack "Hollywood Jack" Vincennes nyomozóőrmester | Balkay Géza      |
| Russell Crowe           | Wendell "Bud" White nyomozóőrmester             | Kálid Artúr      |
| Guy Pearce              | Edmund "Shotgun Ed" Exley nyomozóhadnagy        | Széles Tamás     |
| Kim Basinger            | Lynn Bracken                                    | Básti Juli       |
| James Cromwell          | Dudley Smith százados                           | Rajhona Ádám     |
| Danny DeVito            | Sid Hudgens                                     | Balázs Péter     |
| David Strathairn        | Pierce Morehouse Patchett                       | Jakab Csaba      |
| Ron Rifkin              | Ellis Loew kerületi ügyész                      | Szacsvay László  |
| Graham Beckel           | Richard "Dick" Stensland nyomozóőrmester        | Csurka László    |
| Amber Smith             | Susan Lefferts                                  |                  |
| John Mahon              | rendőrfőnök                                     | Barbinek Péter   |
| Paul Guilfoyle          | Mickey Cohen                                    |                  |
| Matt McCoy              | Brett Chase                                     | R. Kárpáti Péter |
| Paolo Seganti           | Johnny Stompanato                               | Németh Kristóf   |
| Simon Baker             | Matt Reynolds                                   | Welker Gábor     |
| Tomas Arana             | Michael Breuning nyomozóőrmester                | Imre István      |
| Shawnee Free Jones      | Tammy Jordan                                    |                  |
| Darrell Sandeen         | Leland "Buzz" Meeks                             | Végh Ferenc      |
| Marisol Padilla Sánchez | Inez Soto                                       |                  |
| Gwenda Deacon           | Mrs. Lefferts                                   | Nagy Anna        |
| Jim Metzler             | képviselő                                       | Áron László      |
| Brenda Bakke            | Lana Turner                                     |                  |

## Fordítás
- Ez a szócikk részben vagy egészben  a   L.A. Confidential (film) című angol Wikipédia-szócikk fordításán alapul.  Az eredeti cikk szerkesztőit annak laptörténete sorolja fel. Ez a jelzés csupán a megfogalmazás eredetét és a szerzői jogokat jelzi, nem szolgál a cikkben szereplő információk forrásmegjelöléseként.